# Грета Сакмарі
Грета Сакмарі (угор. Gréta Szakmáry, нар. 31 грудня 1991, Ньїредьгаза) — угорська волейболістка, догравальник. Гравець національної збірної. Чемпіонка Європейської ліги 2015 року. Володар Кубка виклику Європейської конфедерації волейболу.

## Клуби
| Роки      | Команди                        |
| --------- | ------------------------------ |
| 2006—2011 | «Фатум» (Ньїредьгаза)          |
| 2010—2015 | «Геделлей» (Геделле)           |
| 2015—2017 | «Бекешчаба»                    |
| 2017—2021 | «Пальмберг» (Шверін)           |
| 2021—2022 | «Айдин Бюйюкшехір Беледієспор» |
| 2022—2023 | «Кунео Гранда» (Кунео)         |
| 2023—2024 | «Ігор Горгонзола» (Новара)     |
| 2024–     | «Хісаміцу Спрінгс»             |

## Досягнення
Євроліга
- Перше місце (1): 2015
- Друге місце (1): 2018

Кубок виклику ЄКВ
- Перше місце (1): 2024

Чемпіонат Угорщини
- Перше місце (2): 2016, 2017

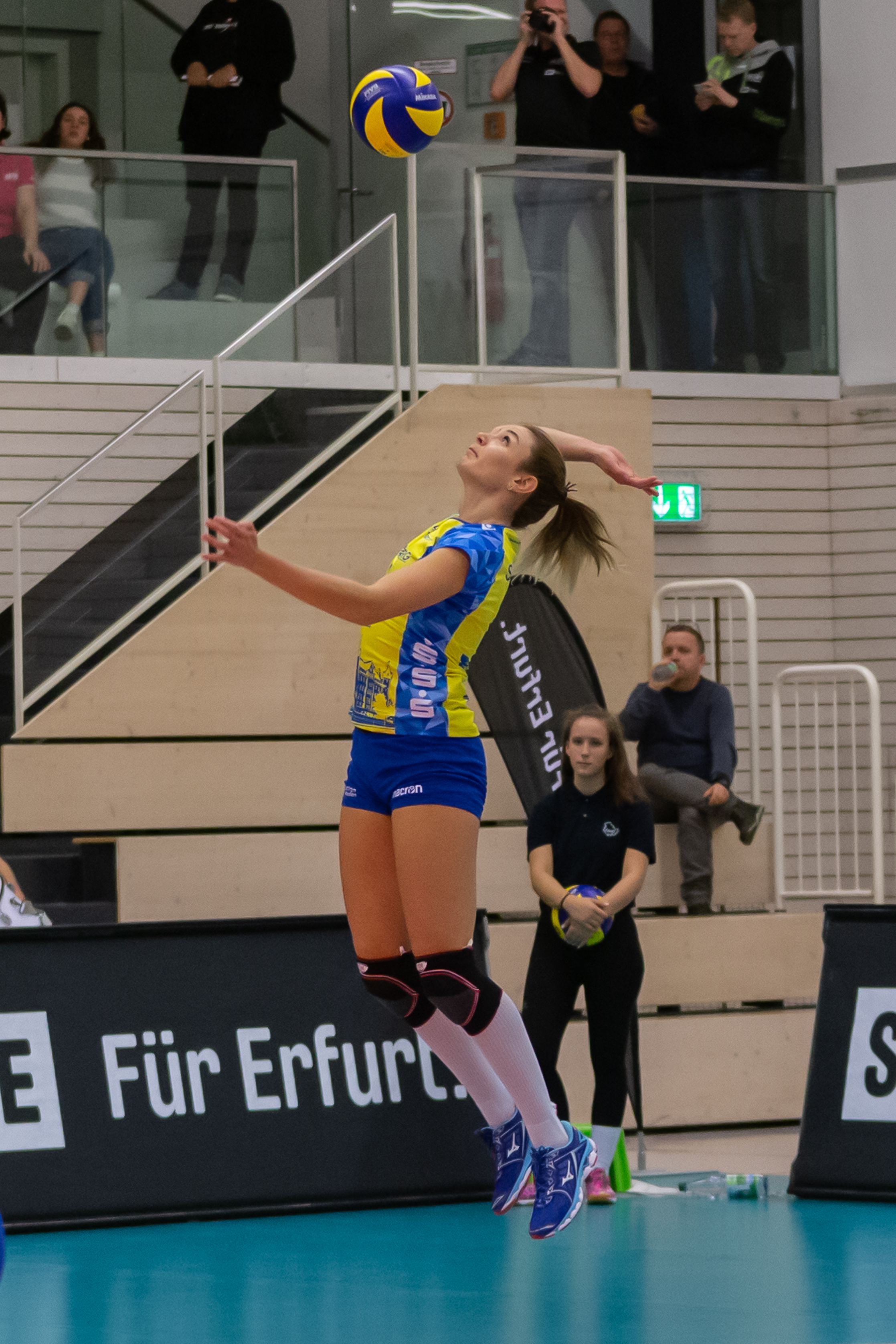
Німецька бундесліга (17 листопада 2018 року). Матч «Шварц-Вайсс» (Ерфурт) — «Пальмберг» (Шверін)

- Друге місце (4): 2008, 2009, 2012, 2013

Кубок Угорщини
- Перше місце (2): 2016, 2017
- Друге місце (6): 2008, 2009, 2011, 2013, 2014, 2015

Чемпіонат Німеччини
- Перше місце (1): 2018
- Друге місце (1): 2019

Кубок Німеччини
- Перше місце (1): 2019

Суперкубок Німеччини
- Перше місце (4): 2017, 2018, 2019, 2020

## Статистика
Статистика виступів на Світовому гран-прі:
| Турнір                | Ігри | Сети | Очки | Ср.  | Примітки |
| --------------------- | ---- | ---- | ---- | ---- | -------- |
| Світове гран-прі 2017 | 8    | 26   | 129  | 4,96 |          |

Статистика виступів на чемпіонатах Європи:
| Турнір                | Ігри | Сети | Очки | Ср.  | Примітки |
| --------------------- | ---- | ---- | ---- | ---- | -------- |
| Чемпіонат Європи 2015 | 4    | 10   | 1    | 0,1  |          |
| Чемпіонат Європи 2017 | 3    | 11   | 58   | 5,27 |          |
| Чемпіонат Європи 2019 | 5    | 15   | 67   | 4,47 |          |
| Чемпіонат Європи 2021 | 6    | 20   | 92   | 4,6  |          |
| Всього                | 18   | 56   | 218  | 3,89 |          |